# Parc d'Årstaberg
Le parc d'Årstaberg (en suédois : Årstabergsparken) est un parc du quartier de Liljeholmen à Stockholm en Suède. 

## Description
Le parc est situé dans la zone de collines au-dessus de l'îlot résidentiel de Liljeholmskajen et en dessous de Nybodahöjden.
Le parc a été inauguré en 2018 et a été nommé pour le prix du bâtiment de l'année de Stockholm 2019.
Le parc est accessible par des escaliers et un ascenseur depuis Liljeholmstorget à côté des archives de la ville de Stockholm, ainsi que par un escalier depuis Sjöviksbacken, Fredsborgsgatan et Årstaskogs väg.
Årstabergsparken est l'un des parcs de collines de Stockholm. 
Parmi les autres parcs de collines citons Tantolunden, Vanadislunden et Vita bergen, qui ont été créés au tournant du siècle dans des endroits où il était difficile de construire. 
Le parc de Liljeholmen s'étend sur 16 hectares, caractérisés par des pentes abruptes et un plateau à environ 40 mètres d'altitude. 
Le tunnel Årstadal de la Tvärbanan traverse la colline. 
Rävskogen est situé en hauteur dans la zone naturelle avec vue sur Årstadal. La promenade offre de nombreuses possibilités de jeu tout au long du parcours, par exemple des escaliers creusés dans la roche et un toboggan à côté de la passerelle. Dans la clairière se trouve un lieu de rassemblement avec un auvent pour les plus jeunes enfants. Au sommet de la montagne se trouve une terrasse en bois avec barbecue. 
Sur la colline se trouve une tour d'observation de quatre étages et de onze mètres de haut d'où les visiteurs ont une vue imprenable sur Södermalm et Liljeholmen.
Le parc comprend des nichoirs, des hôtels à insectes, des sentiers de promenade, des bancs, un toboggan et une aire de jeux avec abri contre la pluie. Le thème est « la forêt » et la palette de couleurs est verte partout. Le parc a été conçu par Nyréns Arkitektkontor avec le bureau de développement de la ville de Stockholm comme client. Le parc a été construit par Järfälla VA- & Byggentreprenad AB (JVAB).

## Galerie

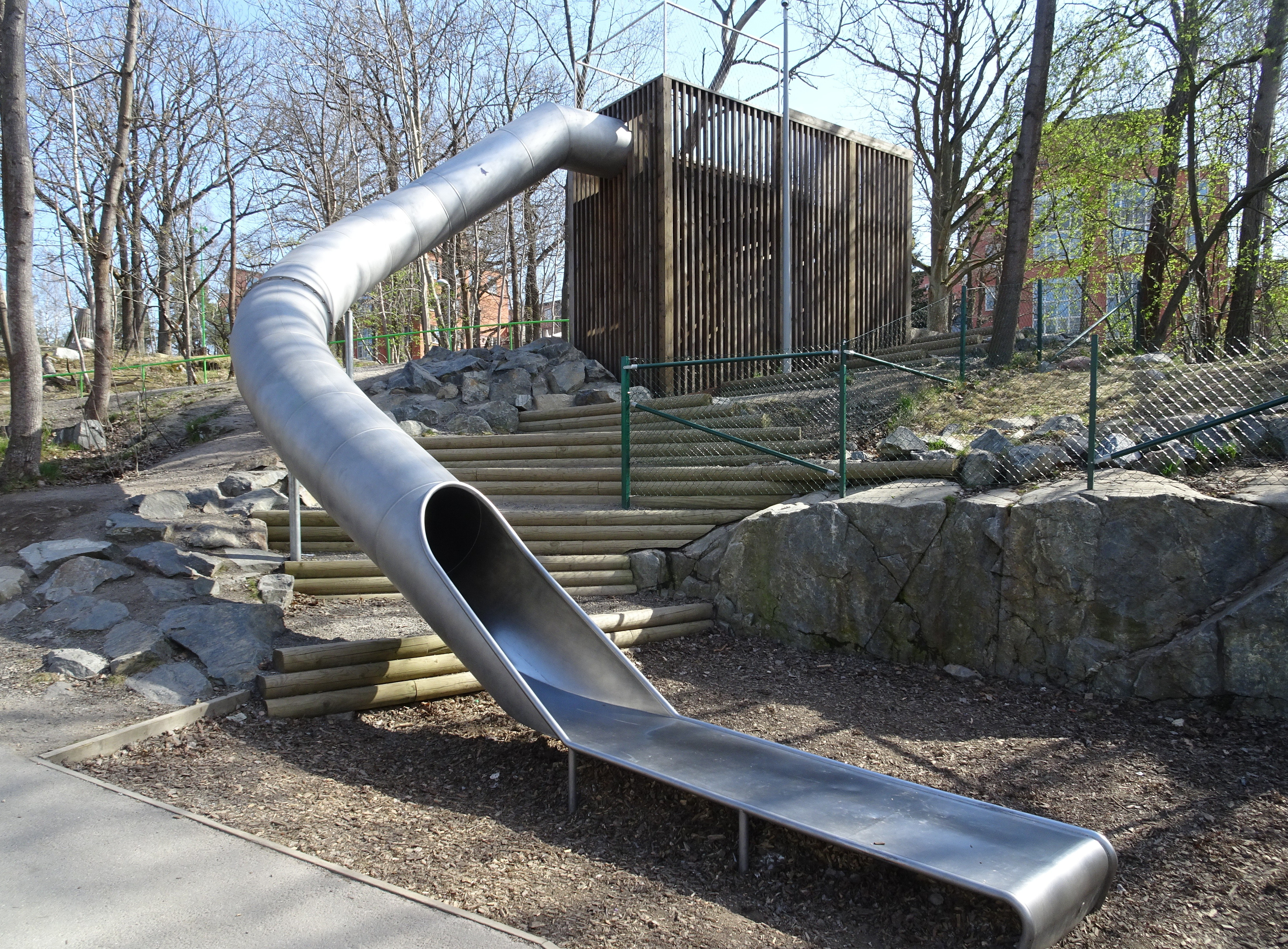
Le toboggan.
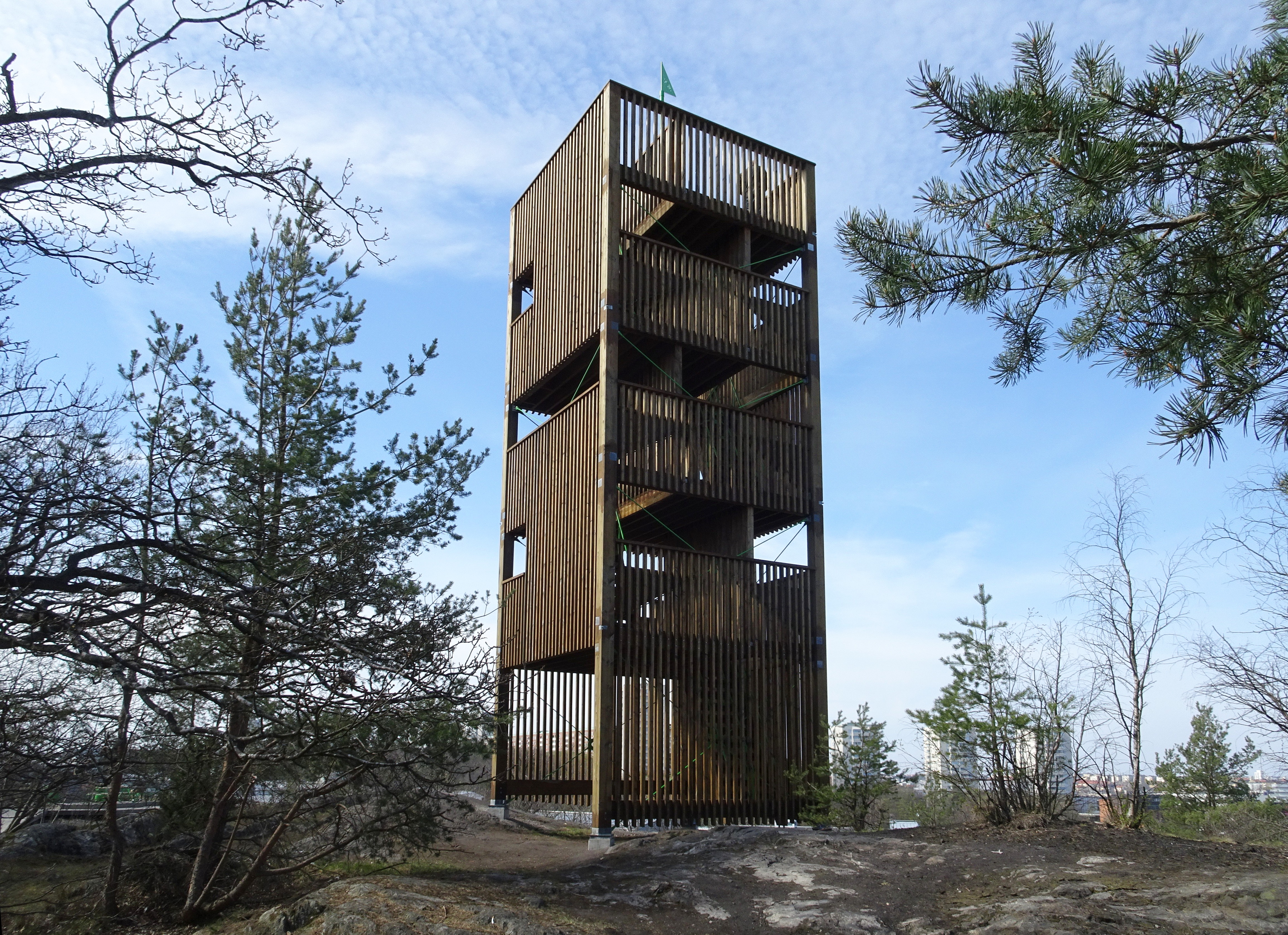
La tour de guet .
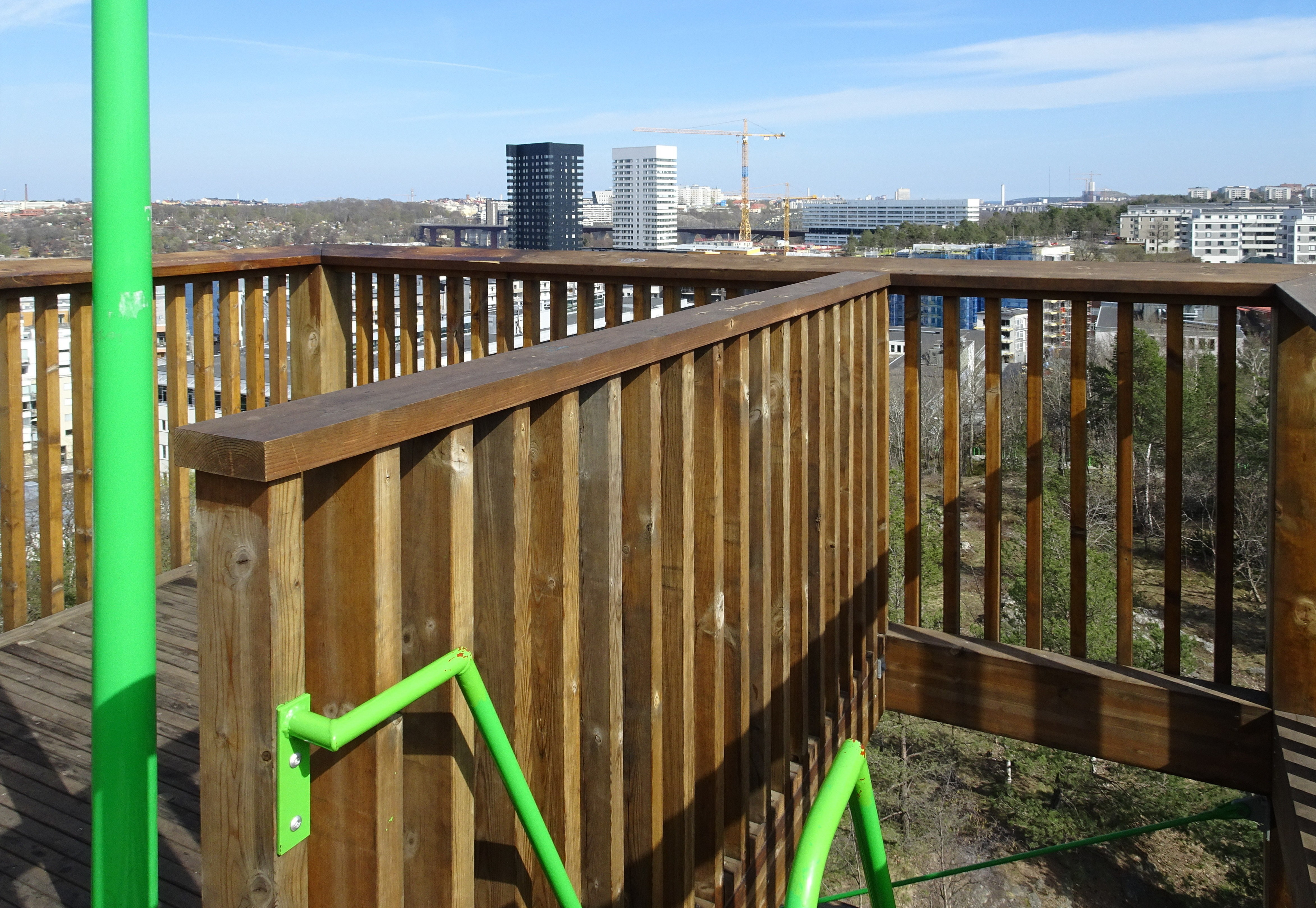
Vue depuis la tour.
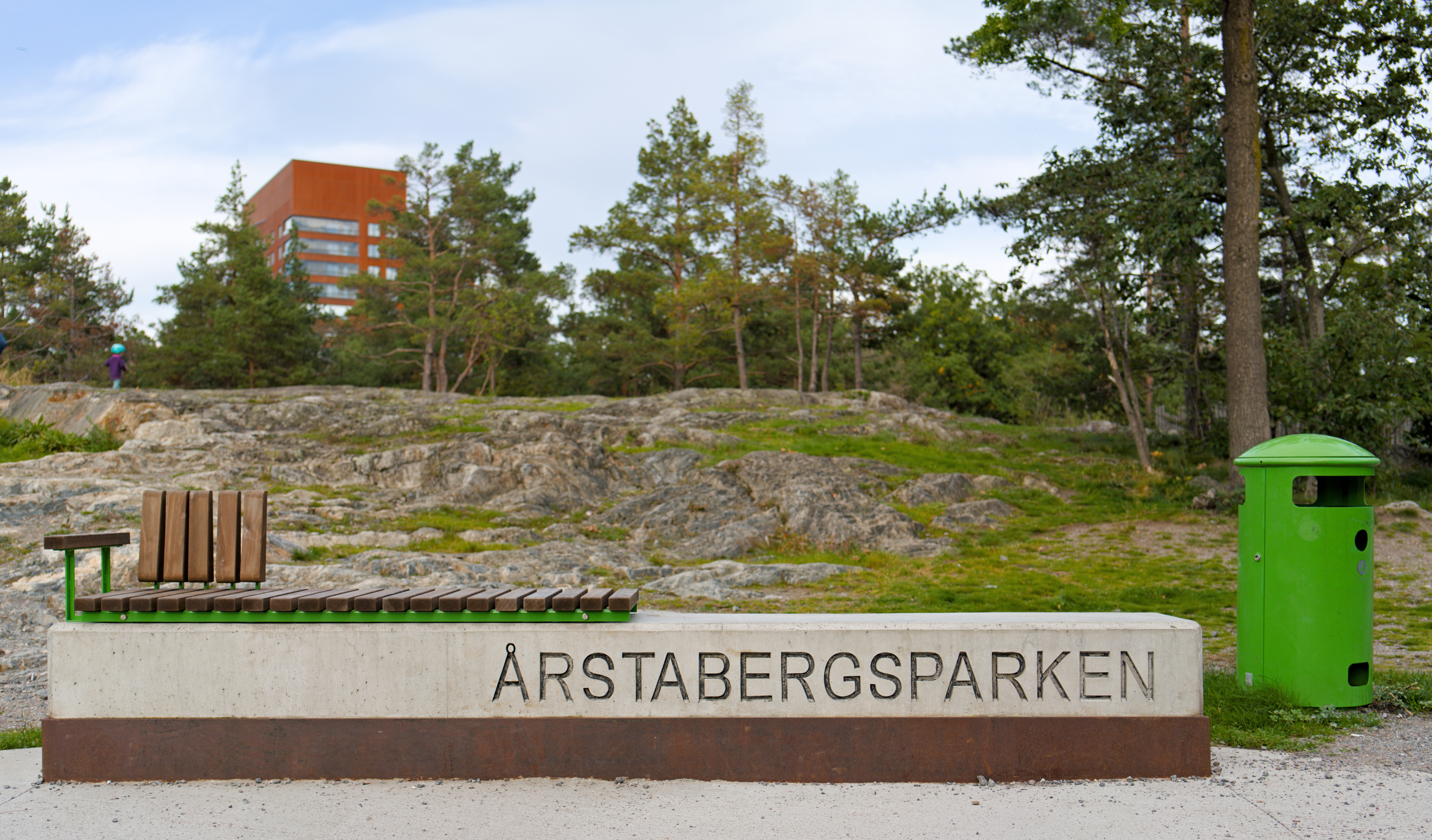
Bancs.
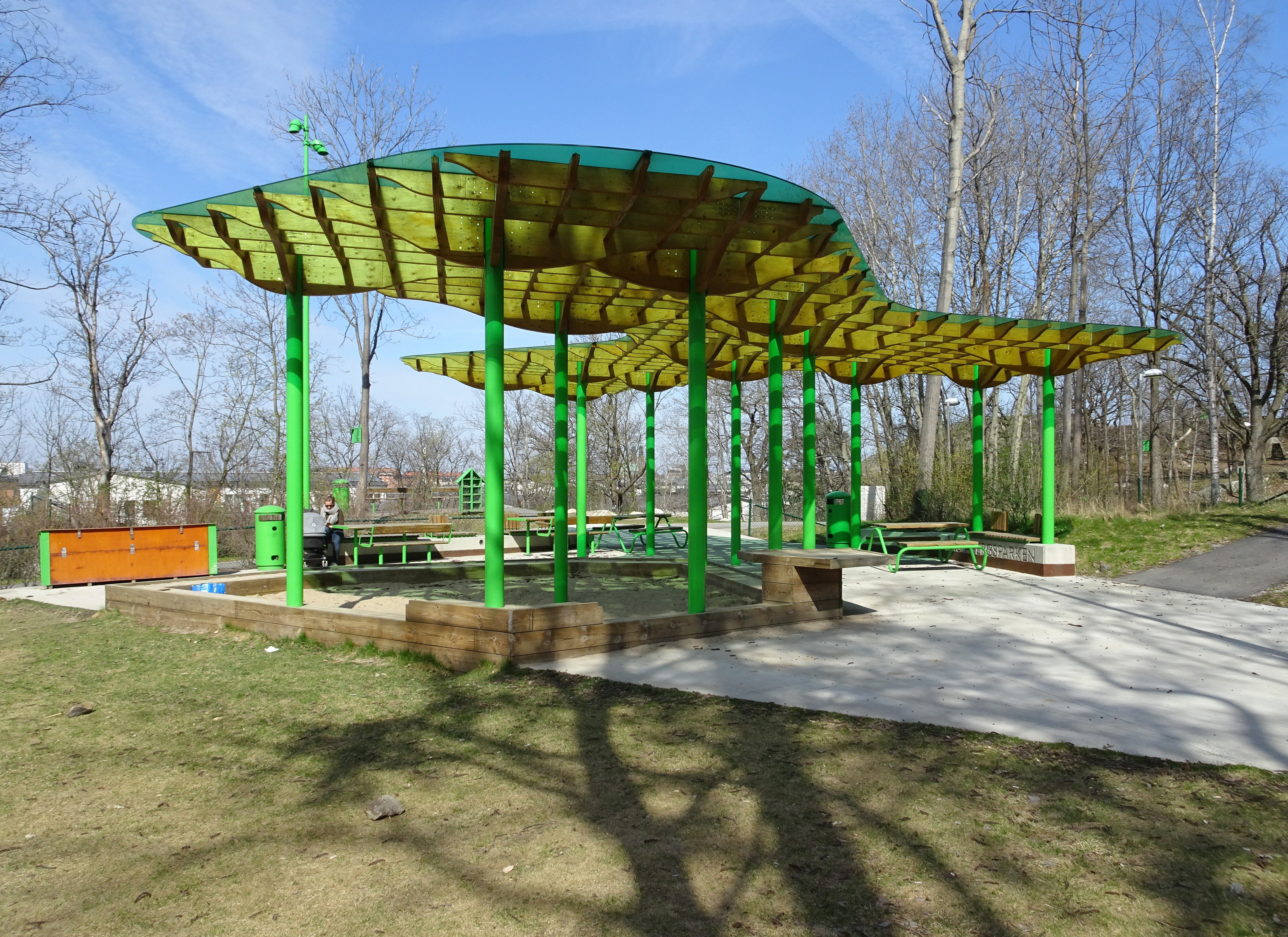
Abris.
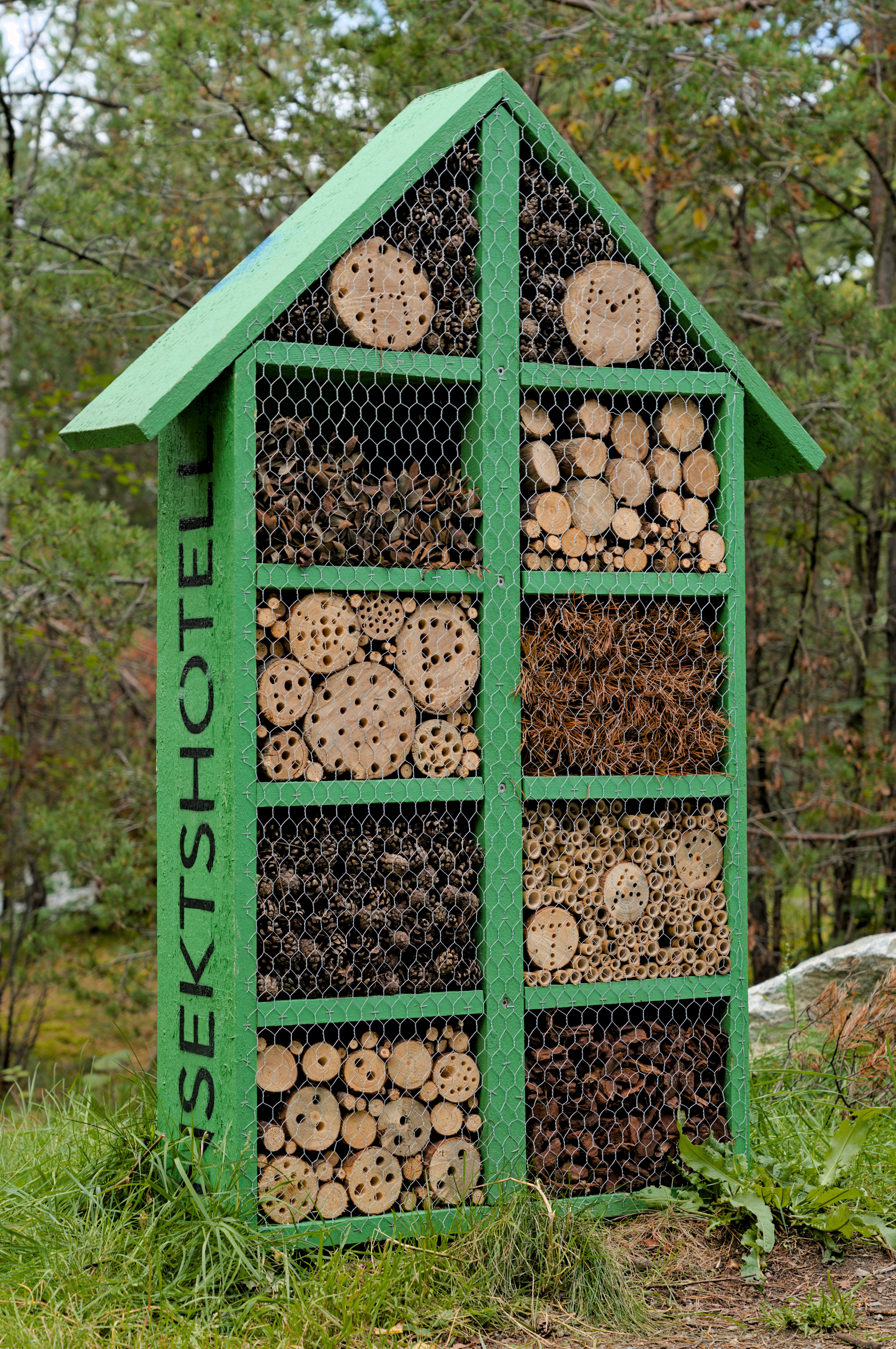
Hôtel à insectes.
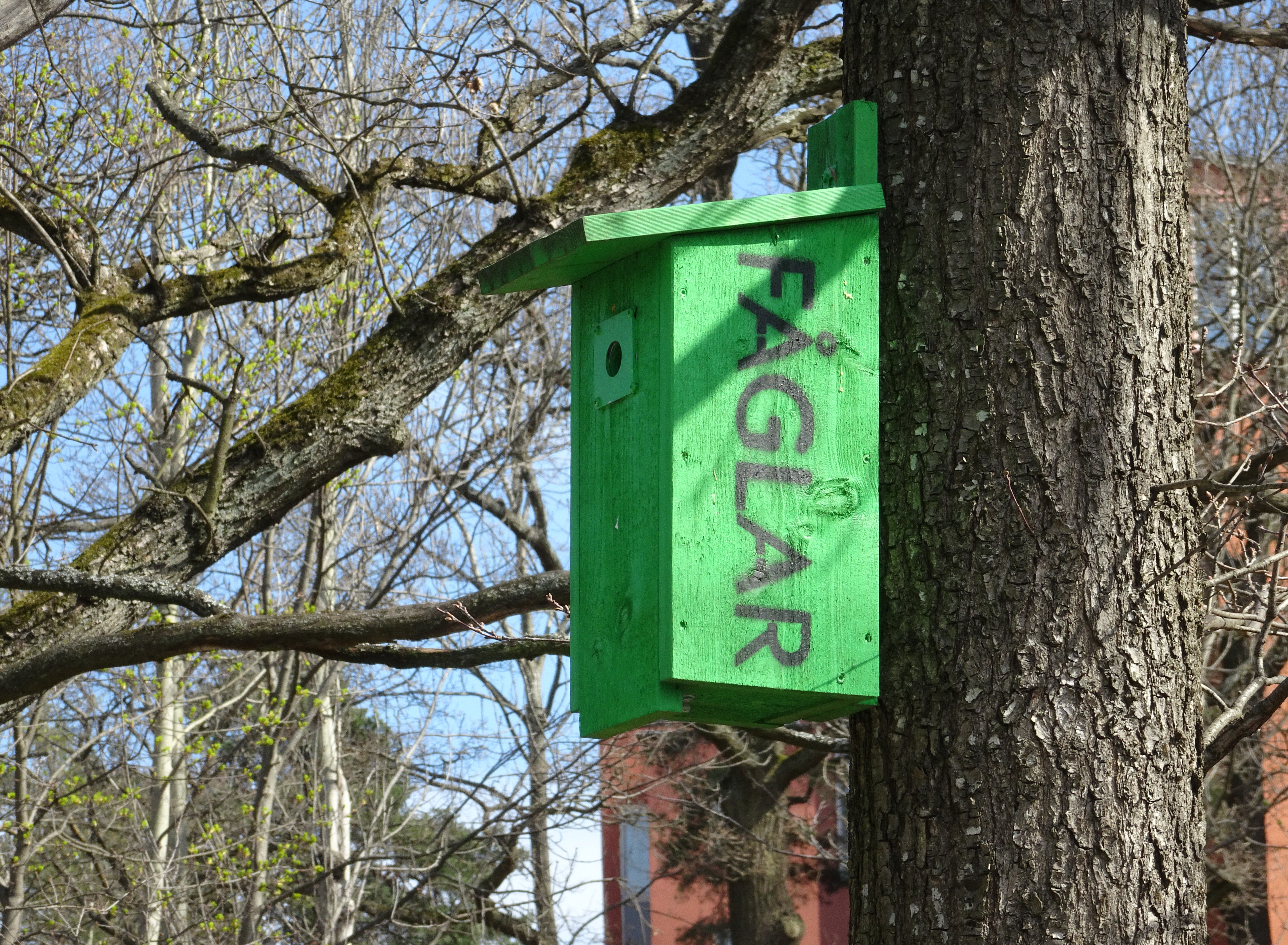
Nichoir.
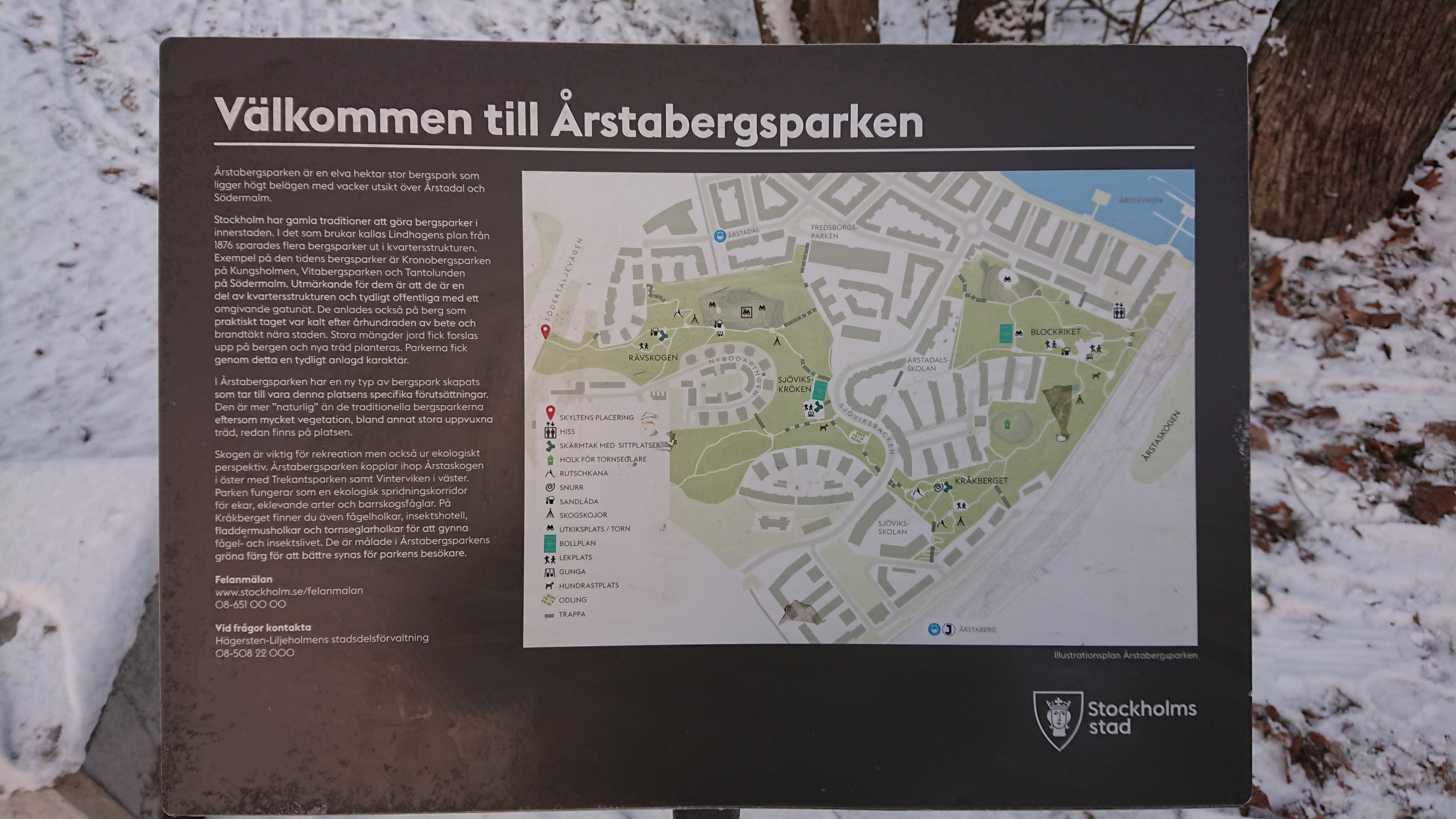
Carte d'Årtstabergsparken.